# Paweł Reising
Paweł Reising (ur. 1966 w Piotrkowie Trybunalskim) – polski dziennikarz, nauczyciel i publicysta i syn Eweliny Dendek.

## Życiorys
Studiował na Uniwersytecie Warszawskim oraz Uniwersytecie Jana Kochanowskiego w Kielcach. Jest założycielem i redaktorem naczelnym miesięcznika „KurieR – Kultura i Rzeczywistość” oraz byłym współpracownikiem „Gazety Trybunalskiej”. Opublikował również dwie pozycje książkowe: Opowieści generała "Bończy" oraz wspólnie z Władysławem Pietraszczykiem "Huragan" z oddziału "Wichra" : wspomnienia Władysława Pietraszczyka ps. "Huragan" żołnierza oddziału partyzanckiego "Wicher" i 25 Pułku Piechoty Armii Krajowej wydane nakładem Stowarzyszenia Kulturalnego Klub "Pod Hale". W 2008 należał do grona założycieli Klubu Historycznego im. gen. Stefana Roweckiego "Grota" w Piotrkowie Trybunalskim, którego został przewodniczącym. W 2011 jego wiersz pt. „Toast na Trybunalskim Rynku” został wyróżniony w 41. Ogólnopolskim Konkursie Literackim o Rubinową Hortensję.